# Thanh Long, Thanh Chương
Thanh Long là một xã thuộc huyện Thanh Chương, tỉnh Nghệ An, Việt Nam.
Xã Thanh Long có diện tích 7,45 km², dân số năm 2016 là 5095 người, mật độ dân số đạt 688 người/km².
Xã Thanh Long nằm ở Hữu ngạn Sông Lam phía Tây và phía Bắc Giáp Xã Võ Liệt, phía Nam giáp xã Thanh Hà, phía Đông giáp Sông Lam. Xã Thanh Long cách TP Vinh khoảng 40 km, cách thị Trấn Dùng khoảng 13 km và cách chợ Rỗ khoảng 2 km về phía Bắc. Xã Thanh Long được thành lập ngày 24/4/1954 theo Quyết định của Ủy ban Hành chính Kháng chiến Liên khu IV. Ngày 24/3/1969, Bộ trưởng Bộ Nội vụ đã có quyết định lập một số xã mới ở Thanh Chương trên cơ sở hợp nhất một số xã cũ, trong dó Thanh Long hợp nhất với xã Thanh Hà để hình thành nên xã Quảng Xá. Tuy nhiên đến năm 1971 xã Thanh Long và Thanh Hà lại tách ra thành hai xã và địa giới Thanh Long ổn định cho đến ngày nay.

## Hành chính
Thanh Long có 13 xóm được đặt tên từ Xóm 1 đến Xóm 13. Trụ sở Xã được đặt tại Vện Thanh hiền gần Xóm 3 và xóm 4.

## Lịch sử
Theo cuốn Lịch sử Xã Thanh Long do Nhà in Báo Nghệ An ấn hành theo giấy phép số 53/1862 XB-QLXB ngày 31/12/2003 và các gia phả của các Dòng họ, Vùng đất Thanh Long-Võ Liệt đã có sự hình thành lịch sử từ khá sớm, từ thời Lý Trần đã có các dòng họ lớn đến lập đất và sinh sống. Đất Thanh Long cũng được ghi nhận là nơi mất của Dũng tướng Phan Đà một người con của Đất Võ Liệt có công lớn trong cuộc khởi nghĩa Lam Sơn do Lê Lợi lãnh đạo, Mộ của Danh tướng Phan Đà tương truyền được táng tài đồi Mồ Cả, Xã Thanh Long và mộ hiện vẫn còn lưu giữ. Thanh Long cũng là vùng quê có truyền thống cách mạng, trong các cuộc kháng chiến chống đế quốc phong kiến, lịch sử Thanh Chương đã ghi nhận hàng trăm cán bộ, bộ đội con em xã Thanh Long đã tham gia góp công sức và xương máu. Theo thống kê chính thức toàn xã Thanh Long trong các cuộc kháng chiến đã có 6 bà mẹ được vinh danh Mẹ VNAH, có 4 cán bộ lão thành cách mạng, 121 Liệt sĩ trong đó có 23 Liệt sĩ kháng chiến chống Pháp..
'Văn Hiến: Do là địa danh cấp xã nên văn hiến của Thanh Long gắn chặt với các xã lân cận như Thanh Hà, Võ Liệt (do trước khi thành lập xã như hiện nay thì Thanh Long cũng là một phần của các địa phương này), hiện Thanh Long vẫn lưu giữ một số địa danh di tích văn hóa lịch sử như: Đền Ông Đá (đền Cự Thạch) ở Xóm 4, Đình Ngọc Mão, Bia Tiến Sơn, Mộ Danh tướng Phan Đà, chùa Ba Xã...
Theo cuối Lịch sử xã Thanh Long và các tài liệu khác, Đất Thanh long mang đậm đặc trưng văn hóa làng xã của Thanh Chương, mảnh đấy này cũng đã sinh ra và nuôi dưỡng nhiều cán bộ, tri thức có đóng góp cho quê nhà và đất nước
Các cán bộ lãnh đạo tỉnh huyện như: Phan Văn Tích (Nguyên PCT thường trực Ủy ban nhân dân Tỉnh Nghệ Tĩnh, Nghệ An), Nguyễn Văn Nhuận (nguyên Giám đốc Bưu điện tỉnh Nghệ Tĩnh, Nghệ An), Nguyễn Tín (nguyên Bí thư huyện ủy Thanh Chương, Phó Viện trưởng Viện Kiểm sát nhân dân tỉnh Nghệ An), Hoàng Sĩ (nguyên Phó Giám đốc sở Địa chính Nghệ An), Đặng Văn Thao-nguyên PBT thường trực huyện Ủy Thanh Chương.
Các tri thức, nhà giáo, học giả như: TS Kinh tế Nguyễn Tân Quang (xóm 7); Tiến sĩ Luật Phan Đình Khánh (xóm 8); TS Vật Lý Nguyễn Quang Tường (xóm 7); Tiến sĩ Kinh tế Vương Đình Dung (Xóm 3); Tiến sỹ kinh tế, Đặng Công Hoàn (xóm 7); Tiến sỹ vật lý, Nguyễn Đình Hưng; Nhà giáo Nguyễn Đình Hoan;, Nhà giáo Đặng Công Bảo; Giảng viên Phạm Đức Bảo (Đại học Luật Hà Nội); Nhà giáo Phạm Đức Thoc; nhà báo Trần Đình Bá; BS TTUT Đinh Đức Cường...
Các sĩ quan quân đội, công an cao cấp như: Đại tá Phạm Đức Lâm - xóm 7 (Nguyên Phó Trưởng ty Công an tỉnh Hà Tĩnh, Phó trưởng ty An ninh nội chính quận nhì, Trưởng Công an quận 1-Thành phố Hồ Chí Minh), đại tá Phạm Xuân Sinh (xóm 1), đại tá Trần Đồng Chí (xóm 2), Đại tá Vương Đình Dung (xóm 3), Đại tá Trọng Vân (xóm 6) Đại tá Phạm Đức Đạo (xóm 6), Đại tá Phạm Đức Hồng (xóm 7), Đại tá Phan Đình Trung (xóm 6) Đại tá. Nguyễn Đình Khang (Xóm 6). Đại tá. Nguyễn Văn Đề (xóm 6) Đại tá. Nguyễn Văn Tăng (xóm 6). Đại tá Nguyễn Đình Ngọc (xóm 7) Đại tá Trần Việt (xóm2)
Các nhà quản lý doanh nghiệp: Vương Đình Dung (Nguyên TGĐ Tổng công ty Xăng dầu Quân đội), Phạm Đức Ấn, Lê Văn Tuấn, Nguyễn Hữu Lĩnh, Phạm Đức Luận......vv
'Các chuyên gia trong một số lĩnh vực như:' Nhà giáo Phạm Đức Bảo (Luật Hiến pháp), Phan Thúc Đương, Phạm Đức Ấn, Đặng Công Hoàn (Ngân hàng Tài chính), Vương Đình Dung (xăng dầu), Nhạc sĩ Phan Thanh Chương (Âm nhạc), Nguyễn Đức Cường (y tế), Nguyễn Quang Tường (vật lý)...
Thanh Long cũng là nơi sinh ra nhiều học sinh đã và đang học rất giỏi đạt giải cao trong các kỳ thi quốc gia như: Dương Bích Diệp (xóm 10)-Giải nhất văn toàn quốc, Phạm Đức Ngô (xóm 7)-giải 2 Hoá.
Đến hết năm 2018 xã Thanh Long đã được UBND huyện công nhận 8 làng văn hóa, 4 đơn vị văn hóa, 1 dòng họ văn hóa Phạm Đức, xã đạt chuẩn theo bộ tiêu chí Quốc gia về y tế, về xây dựng Nông thôn mới xã Thanh Long mới đạt 15/19 tiêu chí